# Fotografia umanista
La fotografia umanista è stata una corrente fotografica europea, ma prevalentemente francese, che poneva al centro delle proprie ricerche l'essere umano inserito nei suoi vari contesti sociali. Nata alla fine della Seconda guerra mondiale si è protratta fino alla fine degli anni '60. 
Anche se talora viene accomunata al cosiddetto fotogiornalismo, la fotografia umanistica si discosta per la tendenza ad osservare maggiormente il quotidiano, la strada, ed in non pochi casi,  porre particolare attenzione alle classi sottoproletarie e alla condizione di svantaggio sociale. I fotografi cercano di catturare, oltre alla scena in sé, anche le emozioni dei protagonisti in una sorta di realismo poetico, dove i protagonisti hanno lo stesso valore del contesto.
Precursori del movimento possono essere individuati in fotografi come Eugène Atget, André Kertész, Robert Capa, Ergy Landau o come Brassaï.
Non fu però un movimento esclusivo della fotografia. Alla fine della guerra, nel 1946, scrittori ed intellettuali come Jean-Paul Sartre e André Malraux abbracciarono l'esistenzialismo che in loro divenne una sorta di umanesimo ateo poiché, in una certa misura, fu una reazione al nazismo e alle atrocità che esso aveva fatto conoscere al mondo sia durante che dopo la guerra coi campi di sterminio. Fu l'espressione del ritorno ai valori che erano stati calpestati durante la guerra, come la dignità, i diritti dell'uomo, la tolleranza e l'uguaglianza. In questa accezione, Parigi, e non poteva essere altrimenti se consideriamo i principi universali che proprio la Rivoluzione francese aveva espresso, divenne la capitale di questo fenomeno ed attirò numerosi artisti, scrittori e fotografi da ogni parte del mondo. Peraltro, la famosa fotografia di Robert Doisneau, Il bacio nella piazza del municipio (Le Baiser de l'hôtel de ville), pubblicata su Life nel 1950, insieme ad altre immagini che mostrano gli amanti parigini, ha contribuito a dare la paternità del movimento a Parigi e alla Francia.
La nascita della corrente fu, inoltre, facilitata anche dall'uscita, alla fine della guerra, di fotocamere leggere come ad esempio quelle a telemetro Contax IIa e IIIa oppure la reflex Contax S, anche se Leitz produceva le Leica a telemetro già da molti anni e nel '38 aveva prodotto la Leica III, che veniva considerata, però, rispetto alle Contax, meno precisa e maneggevole.
Secondo alcuni, la cosiddetta Street photography attuale trae origine dalla fotografia umanista.

## I fotografi
Tra i principali esponenti della corrente possiamo annoverare:
- Édouard Boubat
- Henri Cartier-Bresson
- Robert Doisneau
- Ed van der Elsken
- Pierre Ichac
- Izis
- René-Jacques
- Lucien Lorelle
- Willy Ronis
- Emmanuel Sougez
- François Tuefferd
- Sabine Weiss ed altri.